# Tamburaška družina Krijesnice
Tamburaška družina Krijesnice, hrvatski glazbeni sastav.
Glazbeni angažman počinje u Kulturno umjetničkom društvu Vinica sredinom osamdesetih godina prošlog stoljeća. Ideja kao i odluka za osnivanje tamburaškog sastava dolaze na Martinje 1994. godine. Od 1994. do 1996. godine Tamburaška družina djelovala je pod imenom Vinički tamburaši.
Početkom 1995. godine na festivalu koji se održao u dvorcu Šaulovec, dolazi do prvog velikog uspjeha u vidu pobjede glasovima publike.   Godine 1997. i 1998. redaju se nastupi na većim koncertima u široj regiji, nerijetko uz bok velikih imena ondašnje hrvatske glazbene scene. Od 1997. godine do danas članovi sudjeluju u radu Knaput društva iz Varaždina.
Tamburaška družina Krijesnice djeluje u sastavu: Miroslav Kelemenić, Renato Rožmarić,  Ivica Šaško, Ivica Kušinec, Slavko Cerjan i   Anđelko Sedlar.
Od 2017. pripremali su album povodom 25. jubileja rada. Najavili su sadržaj koji čine pjesme koje su prije dvadesetak godina radili u suradnji s Tihomirom Rožmarićem, nekoliko pjesama autora Dragutina Novakovića Šarlija, pa sve do novih pjesama koje su im napravili autori Vlado Kalember, Željko Pavičić (autor brojnih hitova Miše Kovača i ostalih izvođača) i drugi.
2019. godine obilježen je jubilej 25 godina Tamburaške družine Krijesnice, velikim koncertom te izlaskom albuma koji sadrži 14 pjesama iz 25-godišnje povijesti Krijesnica. Jedan od pokazatelja kvalitetnog rada i albuma je i nominacija 27. Porin u kategoriji br. 20 2020. godine.